# 穴殺人
『穴殺人』（あなさつじん）は、漫画家・裸村（ラーソン）による日本の漫画。DeNAが配信しているウェブコミック配信サイトである「マンガボックス」の2014年 第1号から2016年 第44号まで掲載された。本作品のコンセプトは、大学受験に失敗した青年が隣に住む猟奇殺人鬼である女性に恋をしてしまうラブコメディ。
2019年に杉野遥亮と福原遥主演で実写映画版が公開された。

## あらすじ
大学受験に失敗し家に引きこもる黒須は、自暴自棄になって部屋で自殺を図るが失敗に終わる。自殺を図った際に壊れてできた壁の穴を覗いてみると、隣の部屋が丸見え。しかも、その隣人の宮市さんは美人で、黒須はその日から穴を覗くことが生きがいになっていく。

## 登場人物
黒須越郎
落ちこぼれの男性。大学受験に失敗したことを機に、自殺を試みるも失敗。パニックになるとよく気を失うか放火に走る。
宮市莉央
黒須の隣の部屋に住む女性。実は猟奇殺人鬼。基本は右利きだが本当は両利き、映画では基本左利き。

## 書誌情報
- 裸村（ラーソン）（作）「穴殺人」、講談社〈講談社コミックスマガジンKC〉、全8巻（完結）
  1. 2014年05月09日発売、ISBN 978-4-06-395069-4[講 1]
  2. 2014年10月09日発売、ISBN 978-4-06-395208-7[講 2]
  3. 2015年01月09日発売、ISBN 978-4-06-395281-0[講 3]
  4. 2015年05月08日発売、ISBN 978-4-06-395388-6[講 4]
  5. 2015年08月07日発売、ISBN 978-4-06-395451-7[講 5]
  6. 2016年02月09日発売、ISBN 978-4-06-395634-4[講 6]
  7. 2016年07月08日発売、ISBN 978-4-06-395705-1[講 7]
  8. 2016年11月09日発売、ISBN 978-4-06-395819-5[講 8]

## 映画
『羊とオオカミの恋と殺人』（ひつじとオオカミのこいとさつじん）のタイトルで実写映画化され、2019年11月29日に公開。監督は朝倉加葉子、主演は杉野遥亮と福原遥。PG12指定。

### キャスト
- 黒須越郎：杉野遥亮
- 宮市莉央：福原遥
- 川崎春子：江野沢愛美
- 川崎春子の兄：笠松将
- テル：清水尚弥
- 一ノ瀬ワタル
- 増田朋弥
- 駒木根隆介
- おかやまはじめ
- アツト：吉田カルロス
- 延命寺玲奈：江口のりこ

### スタッフ
- 原作：裸村「穴殺人」（講談社週刊少年マガジンKC刊）
- 監督：朝倉加葉子
- 脚本：髙橋泉
- 音楽：渡邊崇
- 主題歌：ロイ-RöE-『癒えないキスをして*』（ワーナーミュージック・ジャパン / unBORDE）
- 撮影：早坂伸
- 照明：大庭郭基
- 録音：浦田和治
- 美術：小竹森智子
- 装飾：中村三五
- 編集：武田晃
- 振付：青木直哉
- 特殊メイク：千葉美生、遠藤斗貴彦（助手：遊佐和寿）
- アクションコーディネーター：野口彰宏（助手：三住敦洋、大石将史）
- プロデューサー：行実良、村山えりか、齋藤寛
- スーパーバイジング・プロデューサー：久保田修
- アソシエイトプロデューサー：上原大也
- 配給：プレシディオ
- 宣伝：ウフル
- 制作プロダクション：C&Iエンタテインメント、カズモ
- 製作幹事：VAP
- 製作：『羊とオオカミの恋と殺人』製作委員会（VAP、プレシディオ）

### 講談社コミックスプラス
以下の出典は『講談社コミックスプラス』（講談社）内のページ。書誌情報の発売日の出典としている。
1. ↑  “『穴殺人（1）』”. 講談社コミックスプラス.  講談社. 2019年7月4日閲覧。
2. ↑  “『穴殺人（2）』”. 講談社コミックスプラス.   講談社. 2019年7月4日閲覧。
3. ↑  “『穴殺人（3〉』”. 講談社コミックスプラス.   講談社. 2019年7月4日閲覧。
4. ↑  “『穴殺人（4）』”. 講談社コミックスプラス.   講談社. 2019年7月4日閲覧。
5. ↑  “『穴殺人（5）』”. 講談社コミックスプラス.   講談社. 2019年7月4日閲覧。
6. ↑  “『穴殺人（6）』”. 講談社コミックスプラス.   講談社. 2019年7月4日閲覧。
7. ↑  “『穴殺人（7）』”. 講談社コミックスプラス.   講談社. 2019年7月4日閲覧。
8. ↑  “『穴殺人（8)〈完結〉』”. 講談社コミックスプラス.   講談社. 2019年7月4日閲覧。